# HYPER GROOVE 1
『HYPER GROOVE 1』（ハイパー・グルーヴ・ワン）は、Folder5の1枚目のオリジナル・アルバム。

## 解説
初回限定盤のみスペシャル・イベント参加/握手券、特製トレーディングカード封入、スリーブケース仕様、ボーナス・トラック（シングル全5曲のノンストップメガミックス「F5 HYPER GROOVE NON-STOP SPECIAL "SUPERGIRL"〜"STAY･･･"〜"Final Fun-Boy"〜"Believe"〜"AMAZING LOVE"」）収録。
本作の収録曲のうち9曲がユーロビートのカバー。
1stシングル「SUPERGIRL」のカップリング曲「ADVENTURE」、5thシングル「Final Fun-Boy」のカップリング曲「灼熱 〜SUMMER BIRTHDAY〜」は本作には収録されていないが、CD BOX『Folder+Folder 5 COMPLETE BOX』のDISC 4『HYPER GROOVE 1 (COMPLETE VERSION)』には収録されている。

## 収録曲
1. GEMINI
作詞：谷穂ちろる、作曲・編曲：GROOVE SURFERS
KARENの「RIDE LIKE THE WIND」のカバー。
2. AMAZING LOVE
作詞：谷穂ちろる、作曲・編曲：Time Machine
2ndシングル。ROSEの「A SONG FOR YOU」のカバー。
3. Final Fun-Boy
作詞・作曲・編曲：PIPELINE PROJECT
5thシングル。本作の先行シングル。
4. Follow me
作詞：海老根祐子、作曲・編曲：GROOVE SURFERS
SONYAの「FOLLOW ME NOW」のカバー。
5. Ready!
作詞：黒須チヒロ、作曲・編曲：GROOVE SURFERS
4thシングル「STAY…」のカップリング曲。LOLITAの「BABY ONE BABY TWO」のカバー。
6. Believe
作詞：谷穂ちろる、作曲・編曲：GROOVE SURFERS
3rdシングル。LOLITAの「DREAMIN' OF YOU」のカバー。フジテレビ系アニメ「ONE PIECE」の2代目オープニングテーマとして起用された。
7. HEART BEAT
作詞：谷穂ちろる、作曲・編曲：GROOVE SURFERS
GO GO GIRLSの「THE MELODY IS IN YOUR HEART」のカバー。
8. IT’S UP TO YOU
作詞：谷穂ちろる、作曲・編曲：Time Machine
2ndシングル「AMAZING LOVE」のカップリング曲。VANESSAの「YOU LIGHT MY FANTASY」のカバー。
9. STAY…
作詞・作曲・編曲：T2ya
4thシングル。
10. Liar
作詞：C.CLOSE、作曲・編曲：GROOVE SURFERS
3rdシングル「Believe」のカップリング曲。NORMA SHEFFIELDの「IF YOU WANNA STAY」のカバー。
11. BE MY LOVE
作詞・作曲：阿久津健太郎、編曲：h-wonder
12. SUPERGIRL
日本語詞：サエキけんぞう、作詞：トニー・ギバー、作曲：トニーギバー、ダニー・サクソン、S.G.P、編曲：緒津大陸
1stシングル。イギリスの女性グループ、SUPERGIRLの「My Name Is Supergirl」（邦題：「恋するスーパーガール」）のカバーである。
13. Break the silence
作詞：海老根祐子、作曲・編曲：GROOVE SURFERS
SUSAN BELLの「BREAK THE SILENCE」のカバー。

BONUS TRACK
1. F5 HYPER GROOVE NON-STOP SPECIAL "SUPERGIRL"〜"STAY･･･"〜"Final Fun-Boy"〜"Believe"〜"AMAZING LOVE"
初回限定盤のみに収録されているボーナス・トラック。